# ミシェル・アザナヴィシウス
ミシェル・アザナヴィシウス（Michel Hazanavicius, 1967年3月29日 - ）は、フランス人の映画監督、脚本家である。俳優のセルジュ・アザナヴィシウスは兄。

## 概要
ジャン・デュジャルダンを主演としたスパイ映画のパロディ作品『OSS 117 私を愛したカフェオーレ』、『OSS 117 リオデジャネイロ応答なし』で知られる。2011年には『アーティスト』が第64回カンヌ国際映画祭のコンペティション部門で上映された。パルム・ドールは『ツリー・オブ・ライフ』に譲ったものの、主演のデュジャルダンが男優賞を受賞した。また同作は第84回アカデミー賞で10部門にノミネートされ、作品賞、監督賞、主演男優賞など5部門で受賞した。

## 人物・来歴
ユダヤ系リトアニア人の家庭に生まれた。映画を監督する以前、彼はテレビ界で働いており、Canal+チャンネルでキャリアをスタートさせ、1988年に監督を始めた。彼はその後リーボックやブイグテレコムといった企業のコマーシャルを監督したり、1993年に初めてのフィーチャー映画『La Classe américaine』をテレビ映画として作った。1999年には初めて監督した劇場用映画である『Mes amis』が公開された。
2006年、1960年代のスパイ映画のパロディである監督・脚本作『OSS 117 私を愛したカフェオーレ』が公開され、全世界で約2300万ドルの興行収入を得た。2009年には続編の『OSS 117 リオデジャネイロ応答なし』が公開された。
2011年には、トーキー以前のハリウッドを舞台とした白黒無声映画『アーティスト』がカンヌ国際映画祭のコンペティション部門で上映され、主演のジャン・デュジャルダンが男優賞を受賞した。『アーティスト』はアメリカ合衆国でも高く評価され、第84回アカデミー賞では作品賞を含む10部門でノミネートされた。アザナヴィシウス個人としては監督賞、脚本賞、編集賞にノミネートされ、監督賞を受賞した（作品としての受賞は作品賞、監督賞、主演男優賞など5部門）。

## 私生活
事実婚をしていた女性映画監督との間に娘2人をもうけ、彼女と別離した数年後には自身の映画『OSS 117 私を愛したカフェオーレ』、『アーティスト』に出演したベレニス・ベジョと結婚し、彼女との間にも息子と娘を1人ずつもうけている。

## 監督作品
- Ça détourne (1992年)※テレビ映画
- La Classe américaine (1993年)※テレビ映画
- Mes amis (1999年)
- OSS 117 私を愛したカフェオーレ OSS 117: Le Caire, nid d'espions (2006年)
- OSS 117 リオデジャネイロ応答なし OSS 117: Rio ne répond plus (2009年)
- アーティスト The Artist (2011年)
- プレイヤー Les Infidèles (2012年)
- あの日の声を探して（フランス語版） The Search (2014年)
- グッバイ・ゴダール! Le Redoutable (2017年)
- ロスト・プリンス（フランス語版） Le Prince oublié (2020年)
- キャメラを止めるな! Coupez ! (2022年)※『カメラを止めるな!』のリメイク
- La Plus Précieuse des marchandises (2024年)